# AOT 40
Pour les articles homonymes, voir AOT.
L' AOT 40 est l'expression d'un seuil de concentration d'ozone dans l'air ambiant, visant à protéger la végétation sur une période assez longue. 
Le sigle vient de l'anglais et signifie « Accumulated Ozone exposure over a Threshold of 40 Parts Per Billion ».

## Définition et mode de calcul
AOT 40 (exprimé en microgrammes par mètre cube et par heure) signifie la somme des différences entre les concentrations horaires supérieures à 40 parties par milliard (40 ppb soit 80 µg/m3), durant une période donnée en utilisant uniquement les valeurs sur 1 heure mesurées quotidiennement entre 8 heures et 20 heures (CET).
La valeur limite de l'AOT 40, pour la protection de la végétation, calculée à partir de valeurs moyennes horaires mesurées de mai à juillet est égale à 18 000 µg m−3 h−1 .
(moyenne calculée sur 5 ans).